# Szent György-hegy
A Szent György-hegy (németül: Sankt-Georgs-Berg) a Balaton-felvidék egyik jellegzetes tanúhegye, oldalán hatalmas bazaltoszlopok találhatók. Nevét az egykoron a lábánál állt Szent György-kápolnáról kapta, a heggyel kapcsolatos mondák egy része is összefonódik Szent György és a sárkány legendájával.
A hegy alapkőzete a Pannon-tenger üledékéből származik, melyre 3–4 millió évvel ezelőtt, vulkánkitörések sorozatával bazalt- és bazalttufa rétegek rakódtak. A környező pannon-üledék lepusztulásakor a bazaltsapka által védett terület kiemelkedett a környezetéből, melynek magassága így a korábbi felszínről tanúskodik.
Növényzete a 20. század közepéig jellemző intenzív tájhasználat következtében már nem sok nyomát őrzi az egykori őshonos állománynak, de a különleges talajviszonyok és a hegy fekvése miatt a kialakult élőhelytípusok tekintetében igen sokrétű. A hegy palástját sok helyen meghódították a tájidegen akácerdők, de a pusztafüves lejtősztyeppek, az erdősztyepprétek, a mészkerülő nyílt sziklagyepek illetve a kitett, bazaltsziklás területek állománya fajban gazdag. A hegy sajátos szubmediterrán mikroklímája, vulkanikus-üledékes talaja és a napos órák jellemzően magas száma miatt a terület borszőlő termelésére kimondottan alkalmas. A Szent György-hegyi szőlőskertek a Balaton borrégió Badacsonyi borvidékének részét képezik.
A hegy természeti szépségei miatt kedvelt túracélpont. Közvetlenül a Kőkapu bazaltképződményei alatt, a fokozottan védett terület határán áll a Kaán Károly kulcsosház, mely mellett az Országos Kéktúra útvonala is elhalad.

## Földrajza

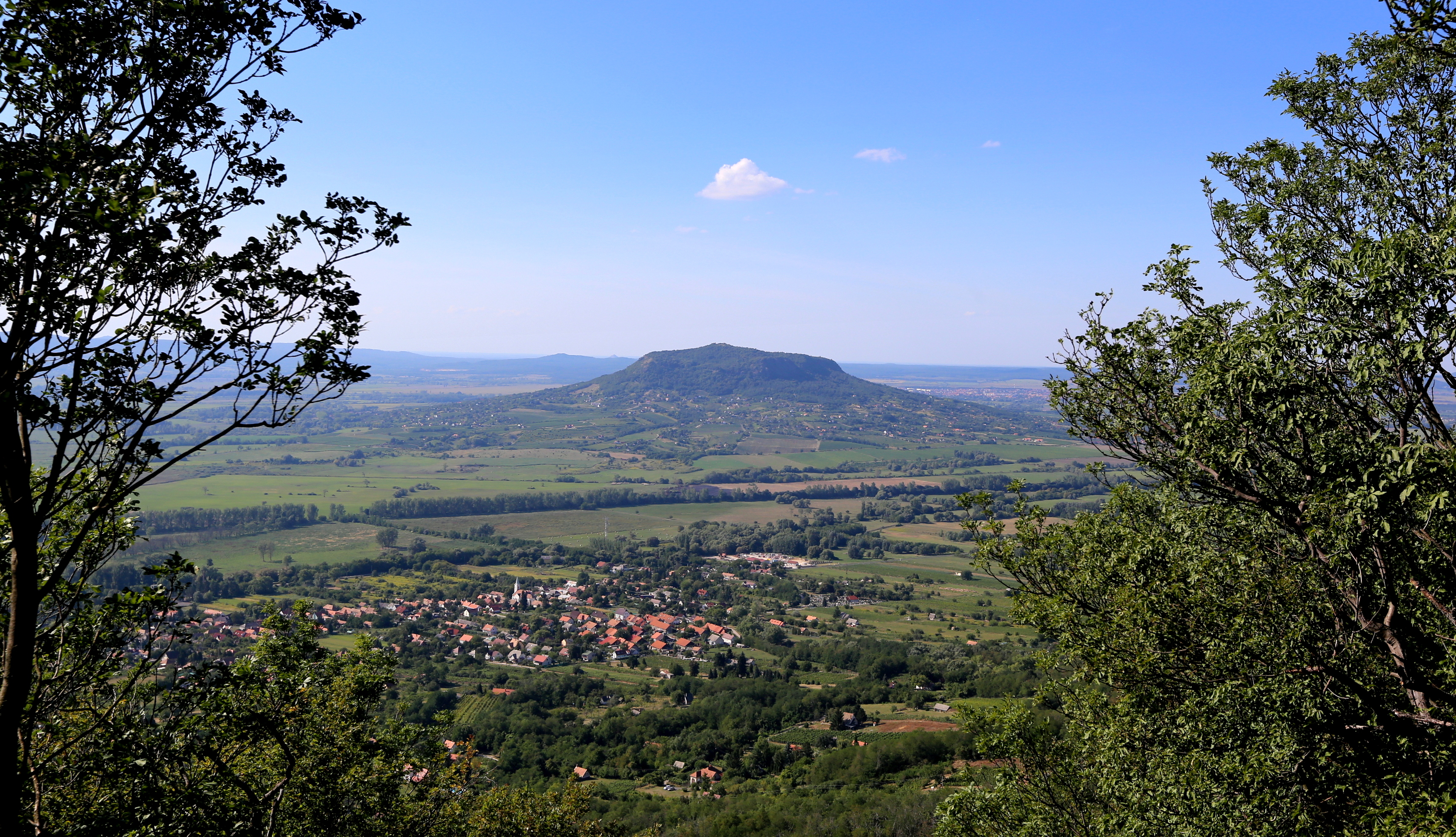
A Szent György-hegy a badacsonyi bazaltorgonák felől, előtérben Badacsonytördemic

### Fekvése
A Szent György-hegy a Dunántúli-dombság nagytáj, a Balaton-medence középtáj, azon belül a Tapolcai-medence kistáj közepén helyezkedik el. Két oldalról két vízfolyás határolja, ezek a Tapolca-patak és az Eger-víz. Legmagasabb csúcsa 415 m, a hegy lapos tetejéről jó kilátás nyílik majdnem az egész medencére. A környék más bazaltsapkás tanúhegyei is jól láthatók, például a Tóti-hegy, a Csobánc, a Gulács, a Badacsony és a nagymértékben lebányászott Haláp is.
A hegy közvetlen közelében négy település található, Hegymagas, Kisapáti és Raposka, a legközelebbi város Tapolca.

### Kialakulása
A balatoni táj látványos része a bazalthegyekkel ékesített Tapolcai-medence, melynek egyik legszebb képződménye az oszlopos elválású bazalttornyokkal szegélyezett Szent György-hegy. A hegy alapja a Közép-dunántúli (Szávai) egység, mely az egész medence alapját is adja. A hegy alatt részben fennmaradt a függőleges törésvonal, mely az egykor itt működő vulkán kürtőjét szolgáltatta.

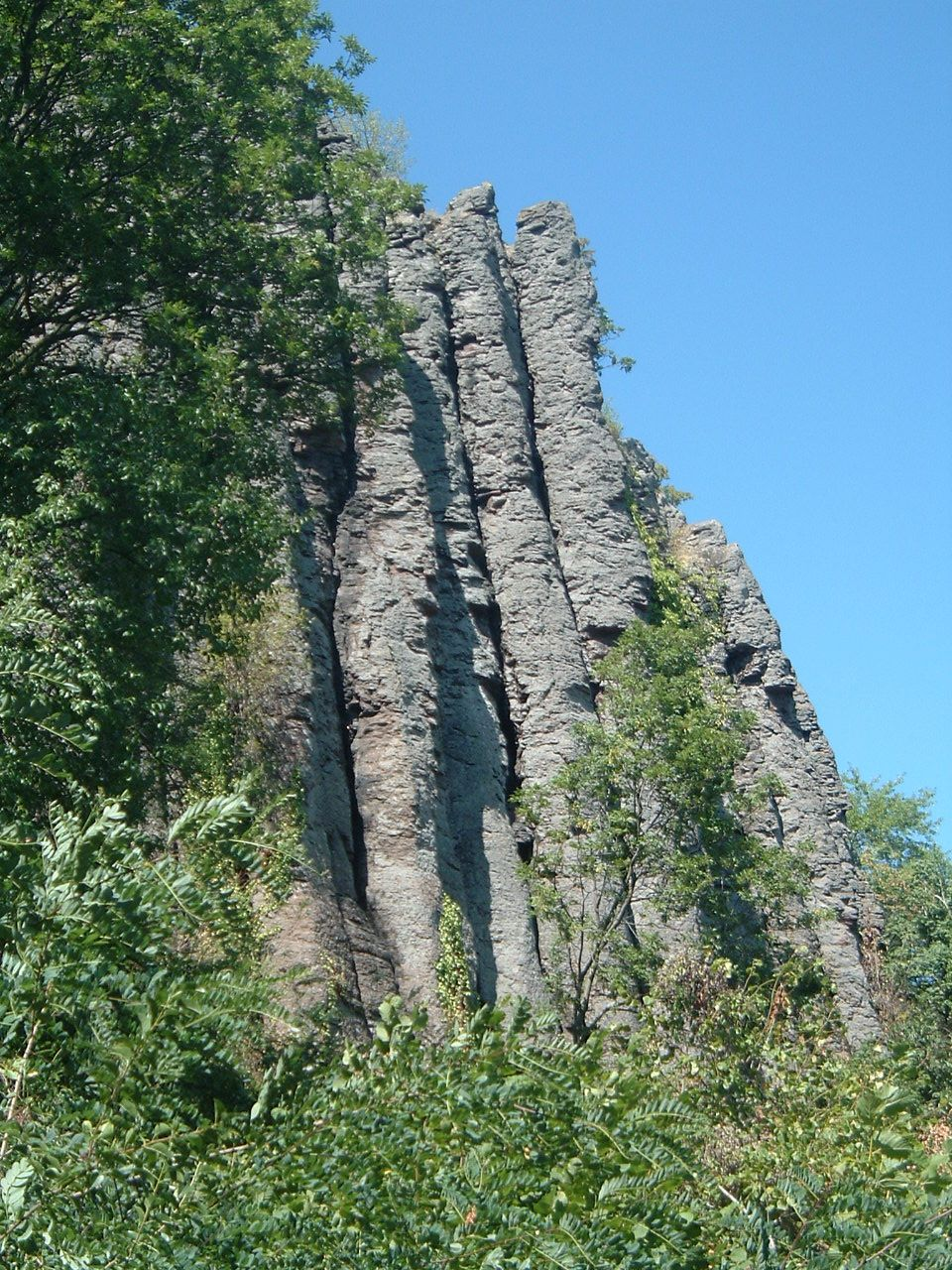
Bazaltorgonák

A hegyet képző földtani rétegek alapja a Bakony leszakadt része, melyre felső triászi dolomit, illetve vékony miocén szarmatai mészkő települt. Ezek felett találhatók 18–20 méter vastagon a pannon-rétegek, majd egy agyagos réteg, melyen vastag, tengeri üledékként lerakódott homok-agyag réteg található.
A pliocén idején a mai Somogy, Zala és Veszprém vármegye nyugati része A Kisalfölddel együtt összefüggő fennsík volt, mely a Pannon-tenger üledékéből alakult. A terület a Pannon-tenger elvonulása idején, körülbelül 3–4 millió évvel ezelőtt jelentős vulkáni tevékenység színhelye volt. Mielőtt a terület kiemelkedett volna a tengerből, kitörtek a vulkánok, előbb gőzök, gázok és kőzetpor szabadult ki és hullott a tengerbe, mely vulkáni bazalttufa- és agglomerátumrétegeket alakított ki a tengeri üledékes rétegek tetején.
A felszínre törő láva kisebb-nagyobb „lepények” formájában terült szét az üledékes rétegeken, melyeket megóvott a lepusztulástól. Ezt követően, bazaltfolyás következtében alakultak ki a vaskos bazaltoszlopok, melyek jellegükben elkülönülnek e felettük található, finomabb kőzetű bazalttól, melynek oszlopai karcsúbbak, és amelyeket a Szent György-hegy nevezetes bazaltorgonáiként ismerünk. Az oszlopok kialakulásában fontos szerepe van annak, hogy a bazalt kihűlésekor összehúzódik. A szilárduló anyagon törésvonalak alakulnak ki, elsősorban a felületre merőlegesen, mely sokszögű oszlopok kialakulásához vezet. Közben a láva felszínével párhuzamosan kisebb hézagok jönnek létre, melyek következtében az oszlopok tagozottá, lemezessé válnak. A hegy északi oldalán a jellemző északi szél miatt hangsúlyosabb a bazaltoszlopok elválása, így a legszebb képződmények itt figyelhetők meg.

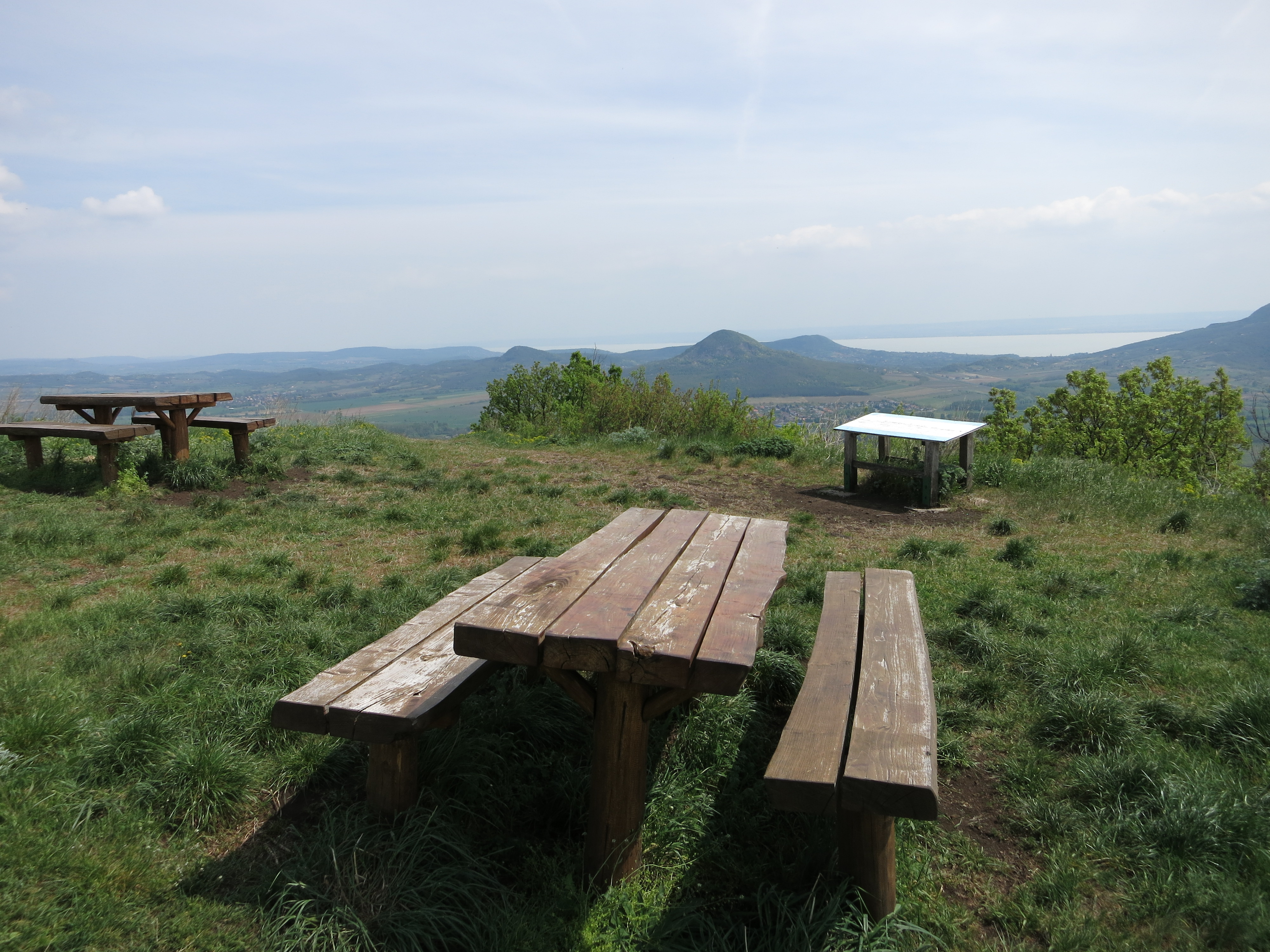
Kilátás a hegy kopár tetejéről a környék tanúhegyeire

A hegy tetejét a bazaltfolyások kb. 70–80 méter vastagságban borították be. Egy ezt követő újabb vulkanikus tevékenység következtében tufaszórás következett be, mely kialakította a déli lejtőkön jelen levő bazalttufa és agglomerátum borítást. A hegytömb legfelső rétege salakos bazalt, melyből a jelenlegi hegycsúcs is áll.
Azokon a területeken, ahol bazalttakaró nem borította az egykori tengeraljzatot, a felszíni üledék nagymértékben lepusztult, s így hozzájuk képest a bazalttakarós részek 200–300 méterrel magasabbak lettek. Ezért is hívják ezeket a hegyeket tanúhegyeknek, mert ma is híven mutatják az egykori tengeraljzat szintjét, hiszen azon szétterülve alakultak ki, és ehhez képest a környezet változását (lepusztulását) jól megfigyelhetjük. A tanúhegyekre a Balaton körüli népnyelvben a köbörc kifejezés volt használatos.
A pleisztocénban elöntés következtében löszös talajréteg rakódott le a hegy lábánál, mely a hegy bazalttakarójának vékonyabb, letöredező peremének törmelékével keveredve kiváló talajt képezett a szőlőtermesztéshez.
A Szent György-hegyi vulkanikus tevékenységre egyéb nyomok is utalnak: a dinnye alakú és méretű, hosszúkás „bazaltbombák”, a kitörések közvetlen termékei, melyek fellelhetők a helyszínen.

### Növényzete
A Szent György-hegy növényföldrajzilag a Balatonicum flórajárásba sorolható. Az eredeti növényzet, például a tetőn valószínűsíthető gyertyános-tölgyes, illetve a hegylábi cseres-tölgyes állományok már nem fellelhetők, nyomaikat valószínűleg a legeltetés és a szőlőművelés tüntette el, helyüket sokfelé akácerdő vette át, a régi növénytársulásokról csupán az aljnövényzetben növő tavaszi gumósok és egyéb geofiták árulkodnak. A környezettől eltérő mikroklíma létrejöttét segítik a vulkanikus hegy kitett sziklaképződményei: a kőgörgetegek, törmeléklejtők és sziklagyepek sötét színüknek is köszönhetően a napsütéstől igen felmelegedhetnek, hatva a környező lég- és talajviszonyokra.

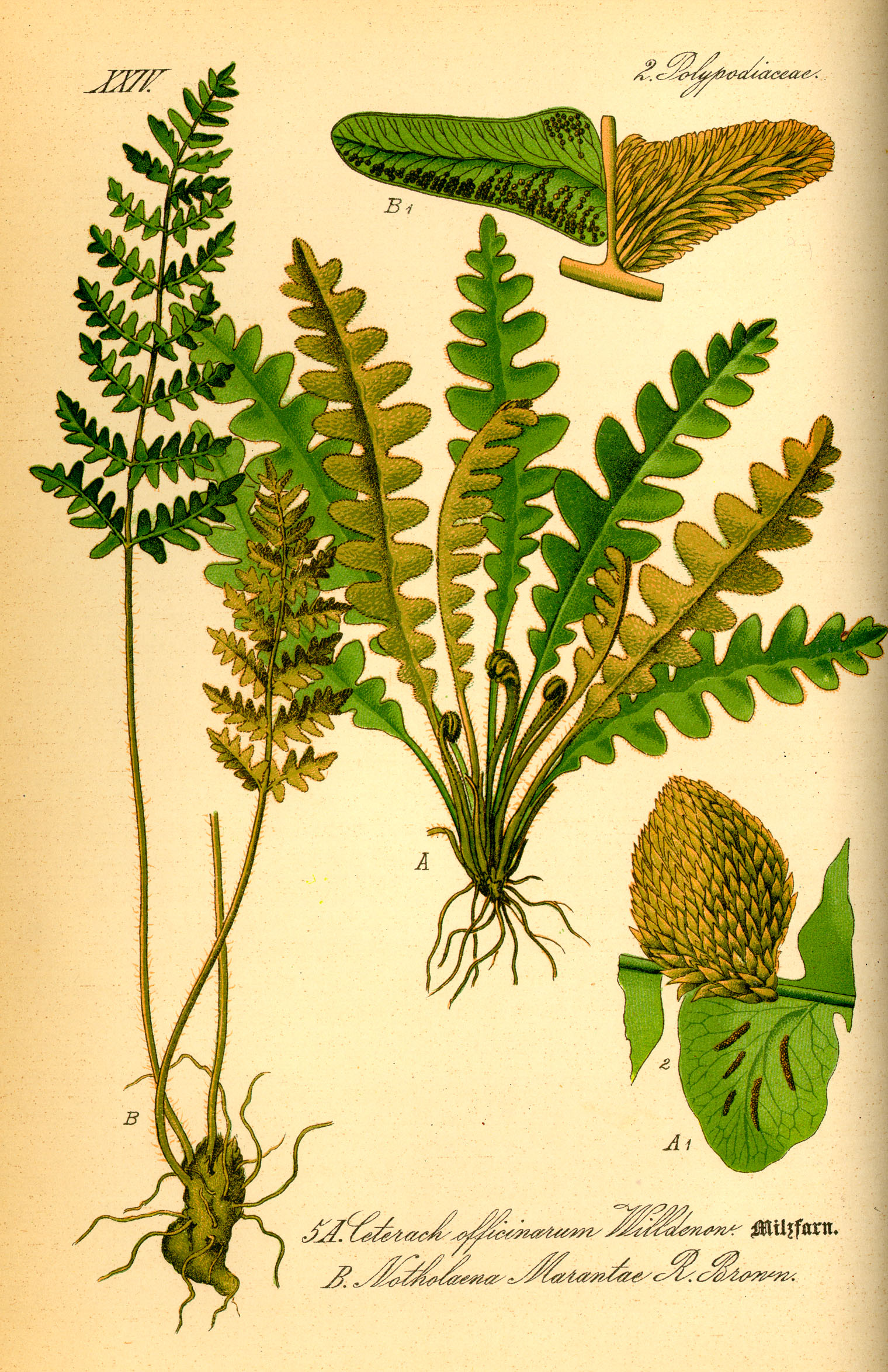
A cselling illusztrációja

A hegy növényei közül kiemelendő a cselling (Cheilanthes marantae (L.) DOM.), mely egy mediterrán páfrányfaj, példányai hazánkban csak ezen a hegyen élnek. A fehér akác (Robinia pseudoacacia L.), melyet Magyarországra a 18. században telepítettek be, hamarosan a hegyen is megjelent, részben azért, mert fáját szőlőkarónak használták. A faj a hegy körül erdőpalástot alakított ki. A csúcs körüli tisztásokon a 20. század közepéig legeltetés zajlott, mely komoly hatással volt a vegetációra. Az 1960-as években erdészeti művelés keretében feketefenyő (Pinus nigra ARN.) betelepítésére került sor. A 20. század végétől már csak a hegy lábánál jellemző a gazdálkodási célú tájhasználat, melyet a szőlőművelés és a présházak körüli kertművelés tesz ki. A bazaltorgonák által körülvett 87 hektáros terület és a hegytető fokozottan védett természetvédelmi terület.
A hegytetőn a vulkáni salakon kőzethatású erubáztalaj alakult ki, melyen fás pionírnövények, és feketefenyő állományai élnek. A vulkáni kőzeten kialakult talaj néhol megszakadva látni engedi a köves-sziklás váztalajt, melyen bokor- és törmelékjeltő-erdők telepednek meg. A bázikus vulkáni kőzetmálladékon és agyagos tengeri üledéken barna erdőtalaj képződött, melynek különféle típusai a hegyoldalon és a szőlőművelésbe vont lankás hegylábon is megfigyelhetők. A hegyoldal mélyedéseiben előfordul a lejtőhordalék-talaj, melyben akác nő, vagy magas tápanyagtartalma miatt szőlőművelésre használják.
A hegy sok egymástól nagyban eltérő jellegű élőhelyet biztosít. A pusztafüves lejtősztyeppek és erdősztyepprétek a hegy déli és keleti oldalának kitettebb, nagy lejtésű területein jellemzők, itt a barázdált csenkesz (Festuca rupicola), és a késeiperje (Cleistogenes serotina) az uralkodó fajok, de előfordul még sok más fűféle között fenyérfű (Bothriochloa ischaemum), kakukkfűfélék (Thymus), hasznos tisztesfű (Stachys recta) is. A mészkerülő nyílt sziklagyepek főként a bazaltorgonák szintje feletti, déli fekvésű részeken, molyhostölgyes bokorerdőkkel és sziklai cserjésekkel mozaikolva jelenik meg. A vékony termőtalajú területeken elsősorban a zuzmók, közülük leggyakrabban a magyar bodrány (Parmelia conspersa), a serlegzuzmó (Cladonia sp.) és a térképzuzmó (Rhizocarpon geographicum) jelennek meg több fűfaj társaságában. A sziklafalak pionírnövényei közül nagy egyedszámmal jelenik meg a szirti sziklaiternye (Aurinia saxatilis), a deres csenkesz (Festuca pallens), az aranyos fodorka (Asplenium trichomanes), továbbá moha- és zuzmófajok.

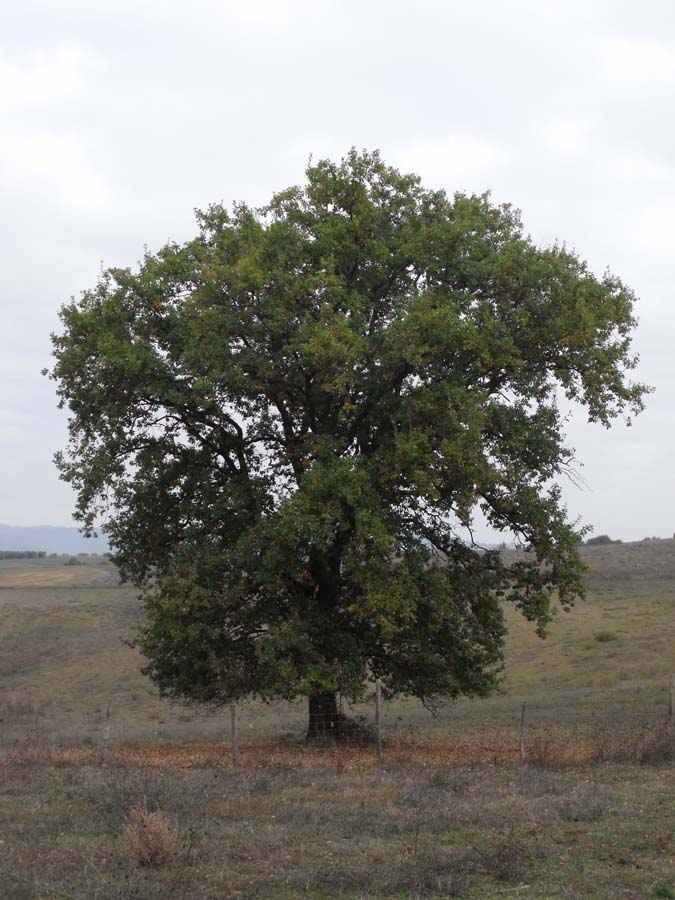
Molyhos tölgy

A  hegytető peremén, főleg a déli és keleti kitettségben létrejövő élőhelytípus a molyhostölgyes bokorerdő, melyet jellemzően nem záródó koronájú, 5-10 méter magas fákból álló állomány borít. Jellemző növényei a molyhos tölgy (Quercus pubescens), a virágos kőris (Fraxinus ornus), és a sajmeggy (Cerasus mahaleb). A cserjeszint jellemző növényfaja még az egybibés galagonya (Crataegus monogyna), a közönséges fagyal (Ligustrum vulgare), a vadrózsa (Rosa canina), a vadszeder (Rubus fruticosus) stb. A nyugati hegyoldalon ugyanez az élőhelytípus hasonló fajösszetételű, de kőrisben gazdagabb.
A törmeléklejtő-erdők a hegy keleti oldalának jellemző élőhelyei. A nagy lejtésű, fejletlen törmeléktalajon nagylevelű (Tilia platyphyllos) és kislevelű hárs (Tilia cordata) illetve virágos kőris nő, továbbá a közönséges gyertyán (Carpinus betulus), a mezei (Acer campestre) és korai juhar (Acer platanoides) egyedei is megtalálhatók.
A terület erdői a Bakonyerdő Zrt.-hez tartozó Monostorapáti Erdészet kezelésében vannak.

### Állatvilága

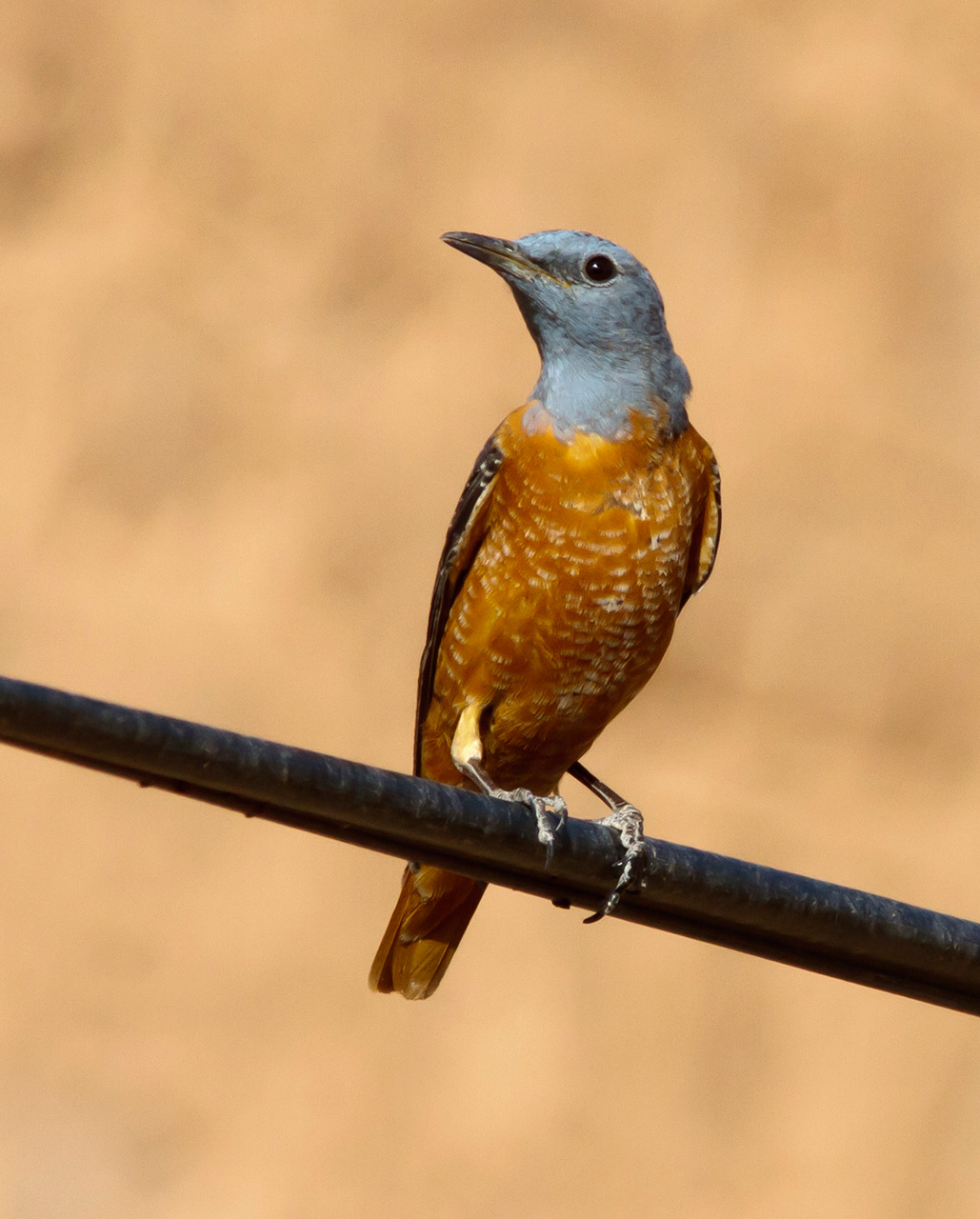
Kövirigó (hím)

A hegy állatvilága faji összetételében a medence más tanúhegyeihez hasonló. Rovarok közül megemlítendő a gazdag lepkefauna. Kimondottan a Szent György-hegy és a régió jellegzetes és gyakori faja a fűrészlábú szöcske (Saga pedo). A tapolcai medencében jellemző még a szalmacincér (Theophilea subcylindricollis), illetve a kis szarvasbogár (Dorcus parallelipipedus).
A sötét bazaltsziklák a napsütésben jól átmelegedhetnek. A sziklahasadékos területek kiváló élőhelyet biztosítanak a hüllőknek, közülük a hegyen a gyíkfajok jellemzőek, például, a zöld gyík (Lacerta viridis), a pannon gyík (Ablepharus kitaibelii fitzingeri) és a lábatlan gyík (Anguis fragilis).
A terület jellemző madárfaja a holló (Corvus corax)., de előfordul a vörös vércse (Falco tinnunculus) is. A kövirigó (Monticola saxatilis) egykori költőfaj.
Kisebb emlősök is előfordulnak a területen, például denevérfajok, mókus, borz, pelefélék.

### Éghajlata
A hegy a Tapolcai-medencével együtt a Dunántúli-középhegység éghajlati osztályába tartozik, így az erre jellemző felhős, kis hőmérséklet-ingadozású időjárás itt is jellemző. A hegy két éghajlati zóna, a mérsékelten nedves – mérsékelten hűvös, valamint a mérsékelten száraz – mérsékelten meleg klíma határán áll. Ennek megfelelően a hegy különböző oldalain szembetűnő különbségek alakultak ki. A déli-délnyugati részek szubmediterrán jellegűek, míg az északi oldalon atlanti hatás a jellemzőbb. Az évi csapadékösszeg mintegy 650 mm, a napsütéses órák száma a déli lankákon jellemzően meghaladja az évi 2000-et. Az uralkodó szélirány északi, erőssége jellemzően gyenge, a Beaufort-skálán átlagosan 2-es erősségű.

## Történelme

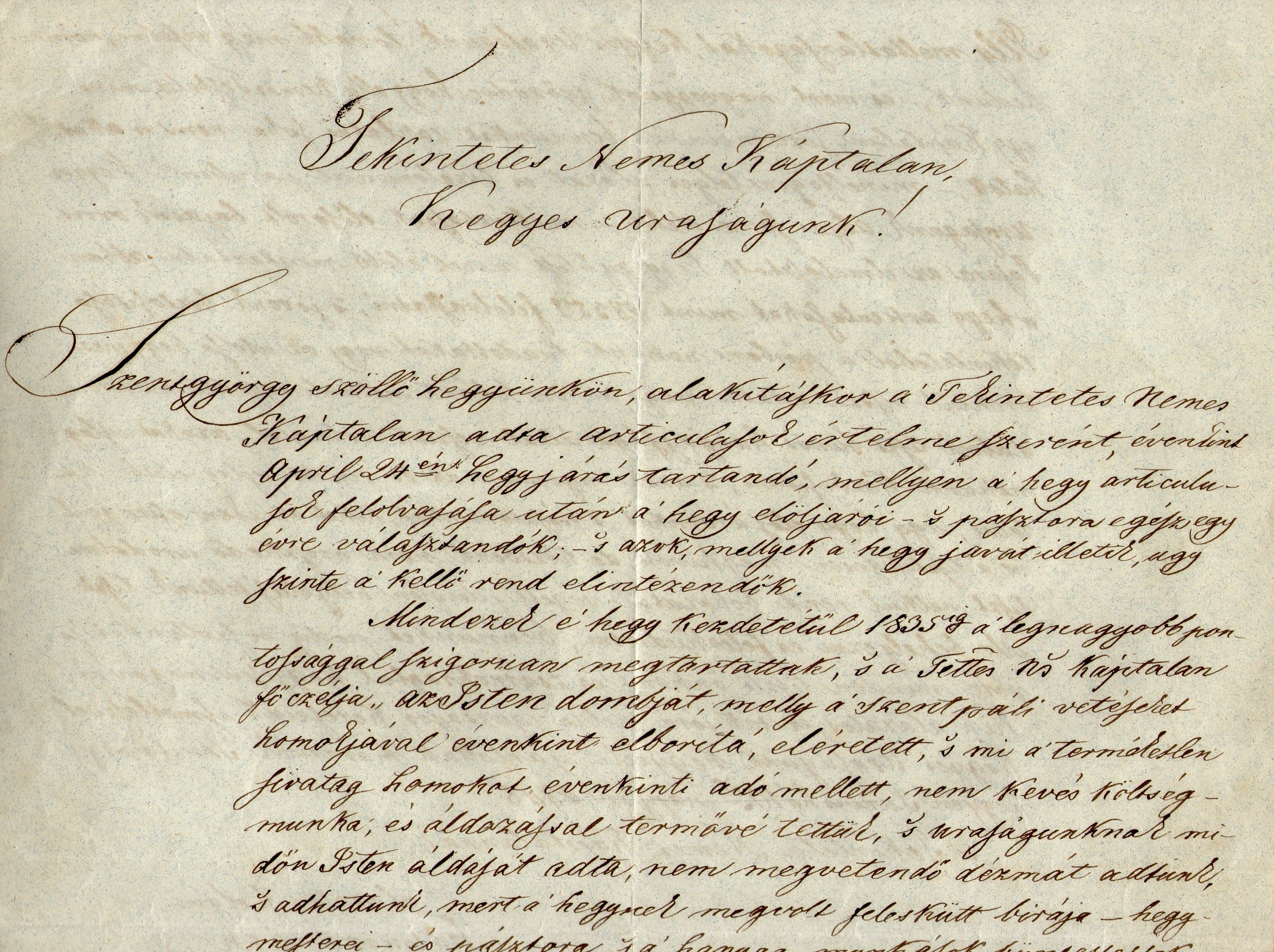
Levél a Szent-György hegyről 1848-ból (részlet)

A hegy az ókorban a Római Birodalom Pannónia provinciájának része volt. A vulkanikus eredetű talaj jó bortermő jellegére már az ókorban felfigyeltek. A kelták voltak az első szőlőtelepítők, de virágzott szőlőművelése már a római korban is.
A honfoglaló magyarok a hegynek a Magashegy nevet adták, mely emlékét Hegymagas község neve máig őrzi. A hegy körül a középkorban több, Szent Györggyel és sárkánnyal kapcsolatos legenda is elterjedt. A hegy északkeleti oldalán nyíló jeges barlanghasadék, a Sárkány-lik volt a sárkány legendabeli lakhelye. A hegy a lábánál egykoron álló Szent György-kápolnáról kapta a nevét, mely egyes források szerint a mai Lengyel-kápolna helyén volt. Az eredeti kápolna tárgyi nyomait nem sikerült eddig fellelni.
A hegy tetején egykor kolostor állt, melyre a francia F. S. Beudant geológus 1818-as útleírása hívta fel a korabeli régészeti szakma figyelmét. 1851-ben Szerelmey Miklós Balatonról szóló munkájában egy, a tatárjárás idején épült, és a török hódoltság idején elpusztult vár maradványaira tesz utalást, mely munkára hivatkozik később Mezriczky Péter is 1877-ben. Ő leírja, hogy a vár maradványai nem lelhetők már fel, csak a feltételezett helye határozható meg, viszont attól nem messze egy kápolna falmaradványai még láthatók. Az 1930-as években egy raposkai monda nyomán, légi felvételek segítségével bukkantak rá a kolostor feltételezett helyére.
A kolostorról szóló monda szerint a hegyen valaha a „vörösbarátok” klastroma állt. A mondából nem derül ki, hogy pontosan melyik felekezet, melyik rend szerzeteseiről van szó, de a vörösbarát elnevezést fehér köpönyegen vörös keresztet viselő templomos szerzetesekre illetve vörös köpenyen fehér keresztet viselő johannitákra egyaránt használta a népnyelv, így elképzelhető, hogy ezek egyike volt a kolostor gazdája. A legenda szerint a szerzetesek száma évről évre fogyatkozott és végül csak ketten maradtak. Egy hideg télen aztán fennrekedtek a hegyen, a falusiak csak onnan tudták, hogy a barátok még élnek, hogy rendre mindig hallották a hegyről érkező harangszót. Egyszer aztán a harangszó nem szólt többet, és mikor a falubeliek a hó elolvadásakor felmentek a kolostorba, a két szerzetest már holtan találták, egyiküket éppen harangozás közben érte a halál. A mondabeli történet a kolostor pusztulásáról is szól: eszerint a barátok halála után a helyiek azért bontották le a kolostort, nehogy az „rossz barátok” kezére jusson. A történet szerint később egy nagyobb esőzés alkalmával a víz a kolostor egykori harangját lesodorta a hegy lábáig, melyet a történet szerint a raposkai Szent Antal-kápolnának a tornyába építettek be.
A monda valóságalapja nem minden ponton ellenőrizhető, de azt tudjuk, hogy az említett harang nem származhatott ilyen módon a hegyi kolostorból. Azonban bizonyos, hogy a hegytetőn valaha tényleg kolostor állt, melynek kőanyagát a környékbeliek valóban kibányászták és valószínűleg a szőlőskertekben használták fel építkezéshez.
Oldalt látható egy levél az 1848. évből, melyet a hegy művelői írtak az uruknak. Érdekes és szép kézirat, és bepillantást enged ezen kor egy pontjába.

## Szőlőművelés és bortermelés

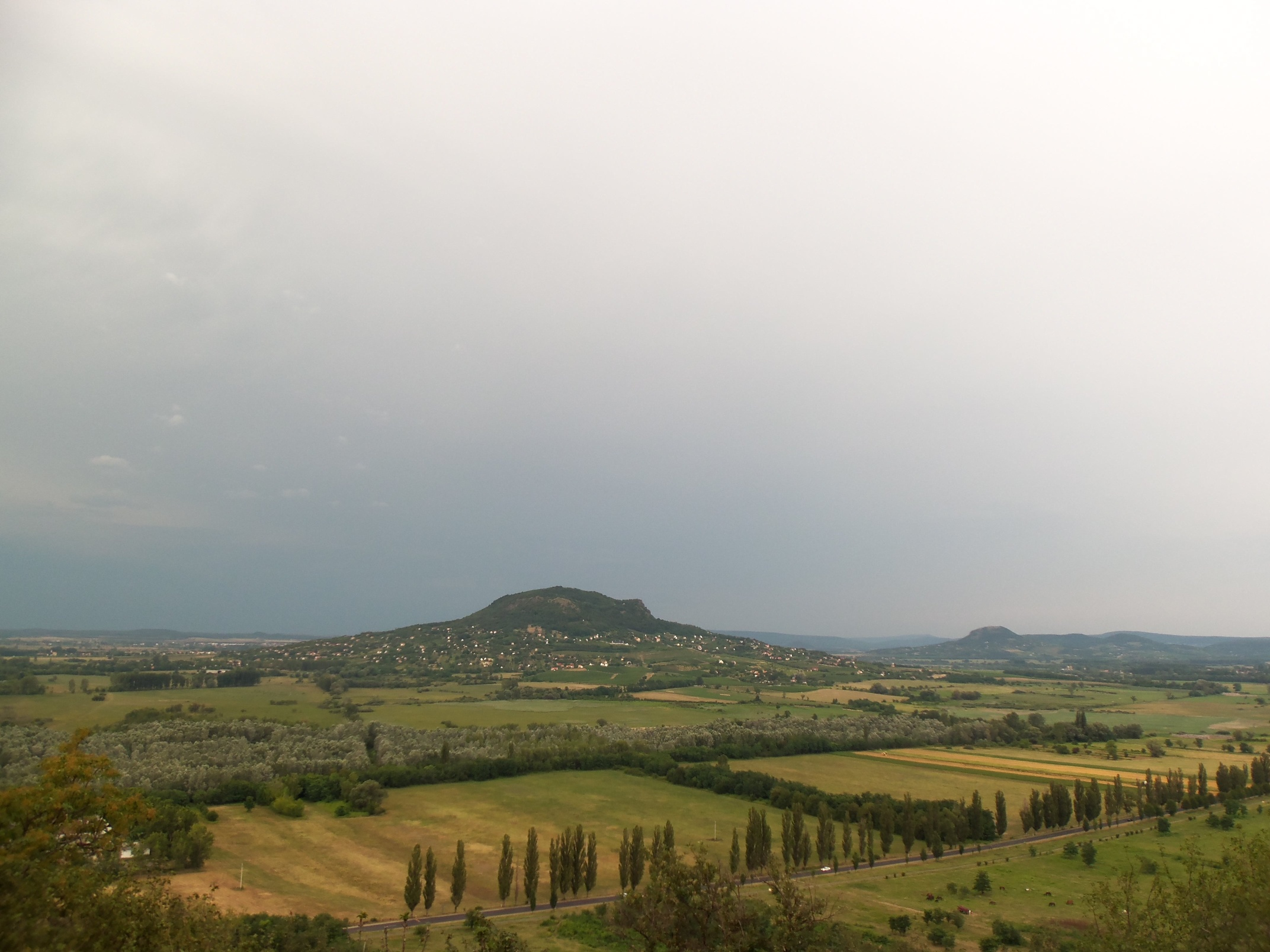
A Szent György-hegy Szigliget felől

A Szent György-hegy a Balaton borrégió, azon belül a Badacsonyi borvidék része. A borvidék többi részéhez hasonlóan a hely legjellemzőbb szőlőfajtái az olaszrizling, a szürkebarát, a tramini, a muskotály, a rajnai rizling és a chardonnay. A hegyen 2014-ben 510 hektáron termeltek szőlőt.
A hegyláb talaja borszőlő termeléséhez kiváló. Az üledékes pannon-rétegek agyagos, homokos anyaga vulkanikus bazalttufával rétegződik, a hegylábat pedig a vulkanikus tevékenységet követő újabb elöntés következtében löszös talaj fedi. A bazalttartalom ásványi anyagban gazdaggá teszi a talajt, továbbá sötét színe miatt jobban felmelegszik a napsugárzás hatására. A terület szubmediterrán jellegére a Balaton közelgése alapvető hatással van.
A borokra magas beérési mustfok jellemző, a jellegük testes, sokszor tüzes. Jellemző a sós, ásványi jelleg.
Hamvas Béla így ír a badacsonyi és a Szent György hegyi borokról:
A badacsonyi olyan, mint a világhírű művész, a szentgyörgyhegyi olyan, mint az a művész, aki világéletében szobájából is alig mozdult ki és mégis nagyobb művet teremtett, mint akit ünnepeltek.
A terület borászai 2008-ban alapították a Szent György-hegy Hegyközséget, melynek célja termeléssel, értékesítéssel kapcsolatos együttműködés, illetve évente rendeznek a hegyen működő termelők között borversenyeket.

## Nevezetességei

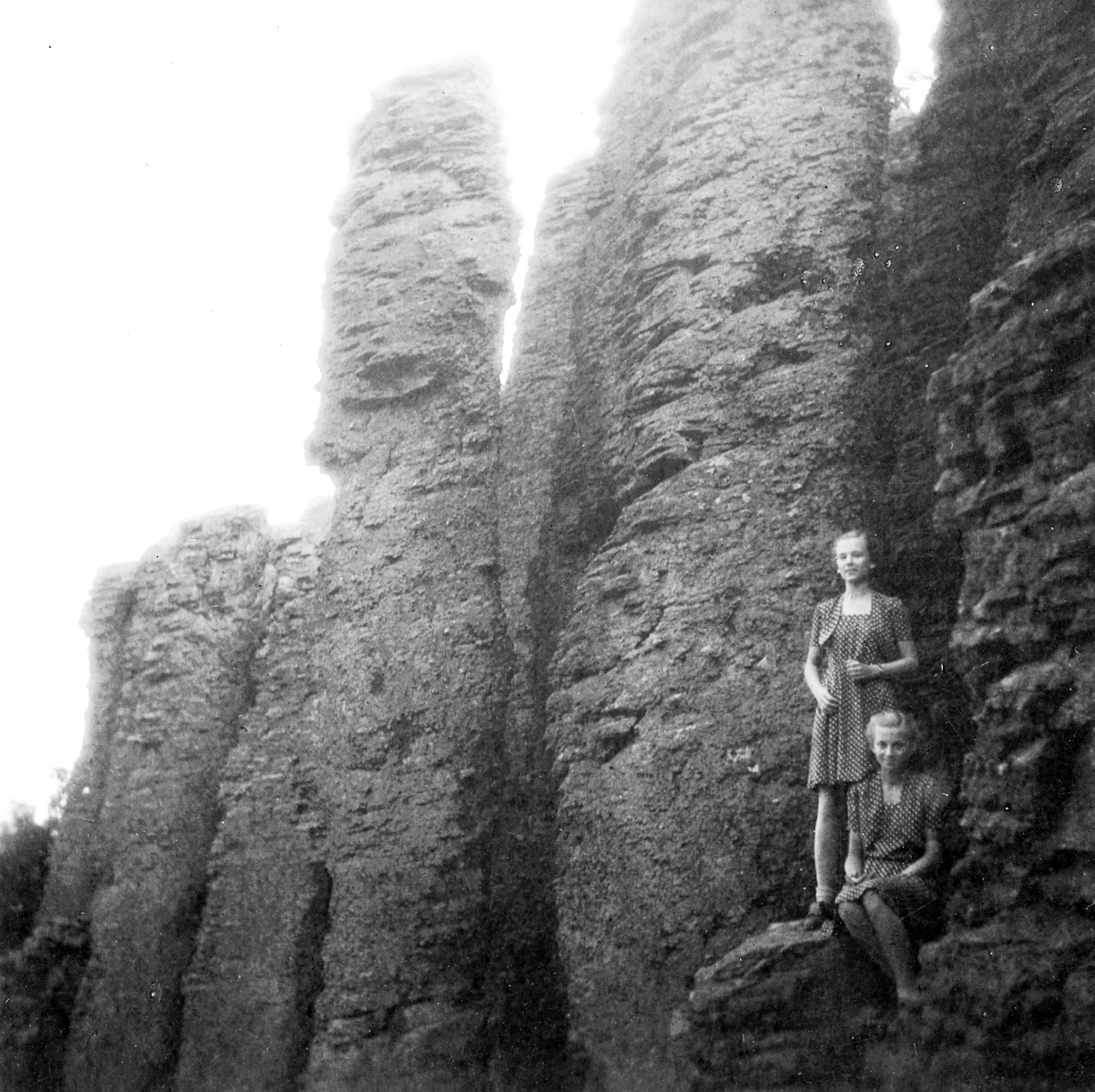
Túrázók a Kőkapu bazaltorgonáinál 1936-ban

### Bazaltoszlopok és a Kőkapu
A forró láva a gyors kihűlés hatására főleg a peremén vált szét sokszögletű oszlopokra. Ezeket az időjárás tovább formálta, és napjainkra alakultak ki a népnyelvben kőzsákoknak, vagy gyapjúzsákoknak is nevezett látványos bazaltalakzatok.
A legszebb ilyen képződmények a Szent György-hegyen találhatók, ahol a helyenként 30–40 méter magasba emelkedő bazaltoszlopok orgonasípokhoz hasonlóan sorakoznak egymás mellett.
Az uralkodó szélirány miatt a hegyre ható eróziós folyamat az északi oldalon erőteljesebb, ezért ezen a hegyoldalon hangsúlyosabbak, látványosabbak a bazaltoszlopok. Az észak felől, a turistaháztól a hegycsúcs felé vezető úton találhatók a Kőkapunak nevezett bazaltképződmények. A turistaút az álló bazaltoszlopok mellett a már leomlott képződmények kőtörmelékein kialakult természetes lépcsőn halad felfelé.

### Sárkány-lik

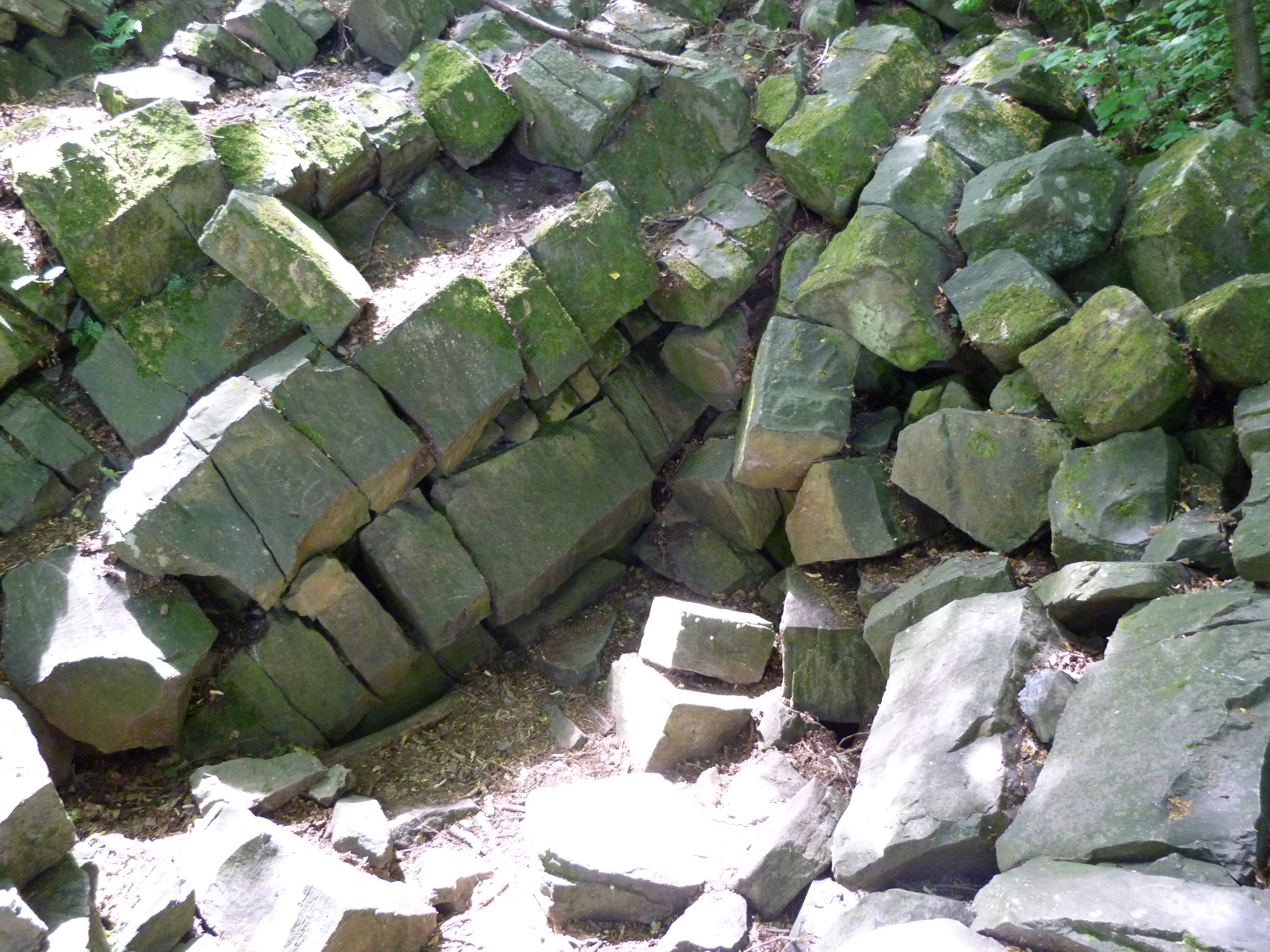
Sárkány-lik

A Sárkány-lik (más néven Sárkány-barlang) a hegyoldal egy érdekes geológiai képződménye. A nagyjából 10 méter mély üreget egykori, ledőlt bazaltorgonák törmeléke fedi. A kialakult hézagokban télen a hó felhalmozódik, mely gyakran nyárig fennmarad. A törmelék hézagaiból nyáron hideg levegő áramlik ki, ami miatt a néphagyomány jégbarlangnak nevezi az üreget, bár geológiailag ez jegesbarlangnak számít, hiszen a barlang felépítő kőzete bazalt, nem pedig jég.
A barlanggal kapcsolatban több legenda is ismert. Egyik történet szerint a barlangot valaha sárkány lakta, melyet maga Szent György győzött le. Egy ettől különböző, a barlang legendás eredetéről szóló történet szerint a barlangot egykor lakó sárkány a falu lakóit sanyargatta, lányokat rabolt el. Egy napon a sárkány megbetegedett, ekkor a falusiak segítségére siettek, ápolták. A jó szándék meglágyította a sárkány szívét, mellyel a későbbiekben békében éltek a falusiak. Mikor a sárkány megöregedett és kimúlt, utolsó lehelete jégbarlanggá változtatta az üreget, melyben élt. Ilyen, és ehhez hasonló, a Szent György-kultusszal összefüggő történetek kapcsolódtak a hegyhez.

### Kaán Károly-kulcsosház

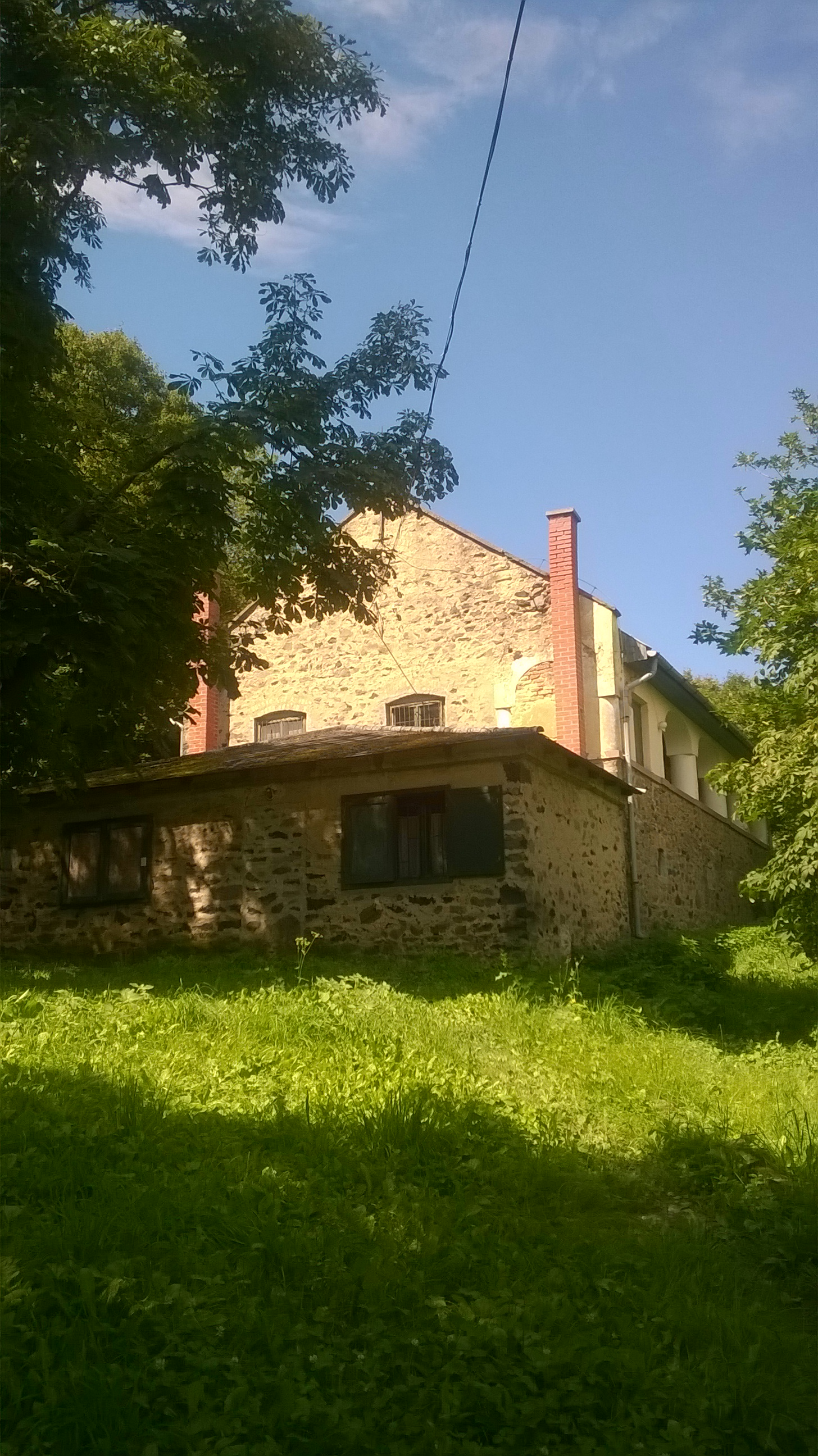
Kaán Károly turistaház

A hegy északkeleti oldalán, nem messze a Kőkaputól található a Kaán Károly-kulcsosház. Az MKE Balaton Osztálya által 1934-ben felépített, 30 fő befogadására alkalmas épületegyüttes kulcsosházként, turistaszállóként üzemel. A turistaház az Országos Kéktúra ötödik szakaszának egyik állomása, pecsételőhelye.

### Tarányi-présház
A déli hegyoldalon álló, parasztbarokk stílusú présház a közvetlen közelében álló Lengyel-kápolnával együtt, 1780-ban építtette a  lengyeltóti Lengyel család. Az épület műemléki védettség alatt áll. Mai neve a későbbi tulajdonos Tarányi család emlékét őrzi. Az eredetileg nádtetős épületet 1967-68-ban felújították, új tetőt kapott.  A présház épületének jellegzetes barokk vonása az íves oromzat, a homlokzati falán a bejárat felett áttört mellvédű, oszlopokon álló kőerkély. A homlokzatot kőfülkében és az oromzat tetején elhelyezett, naiv faragású barokk kőszobrok díszítik, melyek szőlőműveléssel kapcsolatos görög-római mitológiai alakokat ábrázolnak: hordón ülő Bacchus, Ceres, Diana, Flora. Az erkélyajtó felett a Lengyel család címere látható.

Az épület belsejében az alsó szinten pince, a felső szinten szoba, az épület hátuljában gazdasági helyiségek és istálló áll.

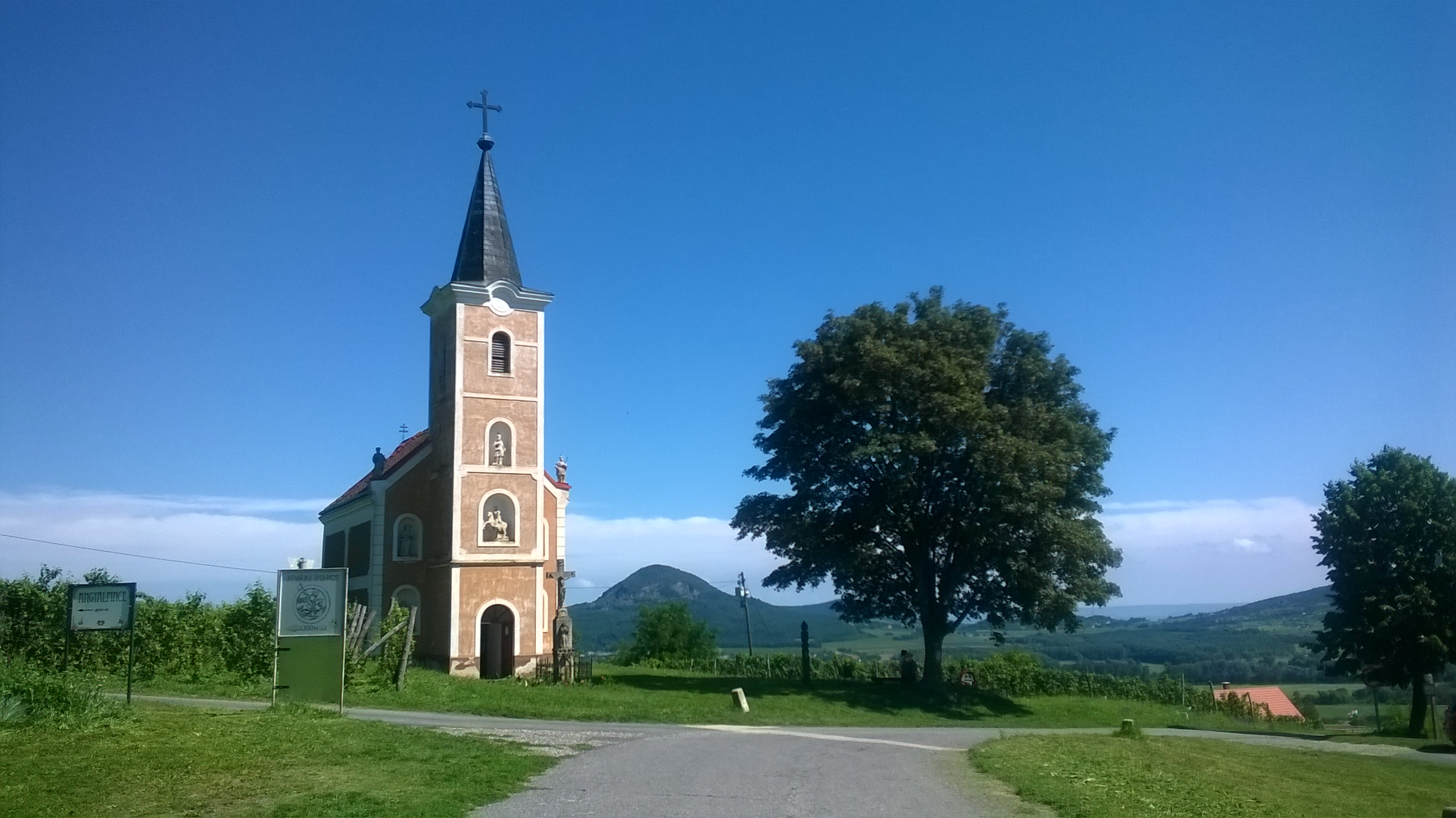
A Lengyel kápolna

### Lengyel-kápolna
A hegy déli oldalán, szőlőbirtokok között álló kápolnát 1760 körül építtette a lengyeltóti Lengyel család, melyet Szűz Mária tiszteletére avattak. Nevezetes a fából faragott barokk-rokokó oltára, mely felett Szent István, Szent László és Szűz Mária szobrai láthatók. A szószék faragványai a négy evangelistát ábrázolják. A templomban rokokó tölgyfa padok állnak kb. 30 fős befogadóképességgel.
A homlokzati évszámfelirat későbbi bővítésről árulkodik: a tornyot 1880-ban építették. A torony kőfülkéiben Szent György lovas kőszobra, felette Szent Imre szobra, a széleken Szent István és Szent László, az oromfal torony melletti fülkéiben pedig többek között Szent Péter és Szent Pál szobra áll. Az összes szobor homokkőből készült.

### Oroszlánfejű-kút
A hegy déli lejtőjén, a szőlőbirtokok közt, az Országos Kéktúra útvonalán áll az Oroszlánfejű-kút nevű természetes forrás, mely az oroszlánfejet mintázó kialakításáról kapta a nevét. Bő vize hűvös és iható. A forrás alatt itatókádat alakítottak ki.

### Bogdán-kút
A Kaán Károly turistaháztól nem messze található a mára kiszáradt, feltöltődött Bogdán-kút.

### Ify-kápolna és remetelak
A hegyoldalon, Lengyel-kápolnától nem messze, a szőlőbirtokok közt egy romos épületegyüttes: kápolna, remetelak és egyéb kisebb épületek állnak. Az épületeket Ify Lajos, korábbi, majd 1949-ben pozíciójáról eltávolított fonyódi plébános építette az 1950-es években, ahol visszavonult életét élte, hangszerkészítéssel foglalkozott és zarándokokat fogadott. A kápolna homlokzatán az „Emmaus” felirat olvasható. A remetelak az önkéntes száműzetést választó plébános 1967-es halála óta üresen áll, mára állapota leromlott, az épületet kifosztották. A plébános nyughelyére vonatkozóan ellentmondásos adatok állnak rendelkezésre: a plébánia adatai szerint 1967. szeptember 19-i halálát követően a kápolna kertjében temették el, más forrás szerint azonban a kisapáti temetőben van a nyughelye. Az épület ma magántulajdonban áll, nem látogatható. A kápolna tornya 2021 novemberében összeomlott.